# Lucjan Dobroszycki
Lucjan Dobroszycki (ur. 15 stycznia 1925 w Łodzi, zm. 24 października 1995 w Nowym Jorku) – polski historyk specjalizujący się w najnowszej historii Polski i stosunkach polsko-żydowskich.

## Życiorys
Ocalał z łódzkiego getta i obozów koncentracyjnych, w tym Auschwitz. Głównym okresem jego zainteresowań była hitlerowska okupacja w Polsce.
Dobroszycki podejmował studia nad polską prasą okresu okupacji, zarówno legalną jak i nielegalną. Edytował wersję kroniki łódzkiego getta, prowadził też badania na temat polskich Żydów. W 1970 wyemigrował do Stanów Zjednoczonych. Wraz z rodziną osiadł w Nowym Jorku. Przez resztę życia współpracował z YIVO Institute for Jewish Research.

## Kronika getta łódzkiego
Jednym z najważniejszych osiągnięć Dobroszyckiego była publikacja zebranych zapisów życia Żydów pod okupacją hitlerowską, dzień po dniu, w drugim co do wielkości getcie w okupowanej Europie. Tylko dwa z zakładanych pięciu tomów zostały opublikowane przed wyjazdem Lucjana Dobroszyckiego do Nowego Jorku w 1970. Pierwsze anglojęzyczne tłumaczenie Kroniki getta łódzkiego zostało wydane przez Yale Press w 1984.

## Publikacje
- The Chronicle of the Lodz Ghetto, 1941-1944, 1987, ISBN 0-300039-24-7
- The Chronicle of the Lodz Ghetto, 1941-1944, Abridged, ISBN 0-300039-24-5
- Image Before My Eyes: A Photographic History of Jewish Life in Poland, 1864-1939, 1987, ISBN 0-805206-34-5
- Image Before My Eyes: A Photographic History of Jewish Life in Poland Before the Holocaust, 1994, ISBN 0-805210-26-1
- The Jews in Polish Culture (Jewish Lives) by Aleksander Hertz, Czesław Miłosz, Lucjan Dobroszycki, and Richard Lourie, 1988, ISBN 0-810107-58-9
- Reptile Journalism: The Official Polish-Language Press under the Nazis, 1939-1945, 1994, ISBN 0-300052-77-4
- Hanukkah Lights: Stories from the Festival of Lights by Rebecca Goldstein, Harlan Ellison, Daniel Mark Epstein, and Lucjan Dobroszycki (Audio Cassette, Nov 9, 2001. Unabridged. Other Editions: Audio Cassette, Audio Download) ISBN 1-574534-59-9
- The Chronicle of the Lodz Ghetto, 1941-1944, 1984
- The Holocaust in the Soviet Union: Studies and Sources on the Destruction of the Jews in the Nazi-Occupied Territories of the USSR, 1941-1945 with Jeffrey S. Gurock, 1993, ISBN 1-563241-73-0
- Image Before My Eyes A Photographic History of Jewish Life in Poland 1864 – 1939 with Barbara Dobroszycki, 1977
- Reptile Journalism: The Official Polish-Language Press under the Nazis, 1994.
- Survivors of the Holocaust in Poland: A Portrait Based on Jewish Community Records 1944-1947, 1994, ISBN 1-563244-63-2
- Survivors of the Holocaust in Poland; A Portrait, 1994.
- (współautorzy: Czesław Madajczyk, Władysław Bartoszewski), Ludność cywilna w Powstaniu Warszawskim [w:] Prasa, druki ulotne i inne publikacje powstańcze, Warszawa 1977.
- (współautorzy: Czesław Madajczyk, Władysław Bartoszewski), Prasa, druki ulotne i inne publikacje powstańcze, Warszawa: Państwowy Instytut Wydawniczy 1974.
- (współautorzy: Wanda Kiedrzyńska, Stanisław Płoski), Centralny katalog polskiej prasy konspiracyjnej, 1939-1945,  Warszawa: Wydawnictwo Ministerstwa Obrony Narodowej 1962.